# Karin Nordström
Karin Gunvor Nordström, gift Järegård, född 17 maj 1923 i Lund, död 17 mars 2017, var en svensk skådespelare. Nordström var från 1949 gift med Ernst-Hugo Järegård. Hon blev änka 1998, och var fram till sin död bosatt i Stockholm.

## Biografi
Nordström föddes i Lund som dotter till kyrkoherden Joel Nordström och hans hustru Ester. Hon drömde tidigt om att bli skådespelare, men skickades först till Helsingborg för att utbilda sig till barnskötare. Till sist blev hon emellertid antagen till Malmö stadsteaters elevskola.
Hon spelade mellan 1944 och 1953 i flera stora uppsättningar på Malmö stadsteater, där hon också träffade Ernst-Hugo Järegård, med vilken hon gifte sig 1949. När deras son Johannes föddes 1956 gav hon upp sin teaterkarriär för att ta hand om sonen och stötta Ernst-Hugo i hans karriär.
Nordström medverkade dock i mindre filmroller på 1970- och 1980-talen, däribland Jan Troells Nybyggarna (1972), Skånska mord-avsnitten Veberödsmannen och Hurvamorden (båda 1986) samt Stefan Jarls Goda människor (1990). Hon medverkade även i dokumentären om sin man, Ernst-Hugo (2008).
Makarna Järegård är begravda på Lidingö kyrkogård.

### Familj
Karin Nordström var syster till konstnären Gerhard Nordström. 

## Teater

### Roller (ej komplett)
| År   | Roll             | Produktion                                                         | Regi                        | Teater                   |
| ---- | ---------------- | ------------------------------------------------------------------ | --------------------------- | ------------------------ |
| 1945 |                  | Det var en gång Holger Drachmann                                   | Arne Lydén                  | Malmö stadsteater        |
| 1948 |                  | Kalifens son Axel Strindberg                                       | Gösta Folke                 | Malmö Stadsteater        |
| 1948 |                  | Vår lilla stad Thornton Wilder                                     | Gösta Folke                 | Malmö Stadsteater        |
| 1948 |                  | Radiobragden Charlotte B. Chorpenning                              | Georg Årlin                 | Malmö Stadsteater        |
| 1948 |                  | Lycko-Pers resa August Strindberg                                  | Gösta Folke                 | Malmö Stadsteater        |
| 1952 |                  | Greve Öderland Max Frisch                                          | Lars-Levi Læstadius         | Malmö Stadsteater        |
| 1955 |                  | Babels torn Lars Helgesson                                         | Lars Barringer              | Upsala-Gävle stadsteater |
| 1957 | Karen Tygesen    | Geografi och kärlek (Geografi og kjærlighet) Bjørnstjerne Bjørnson | Lars Barringer              | Upsala-Gävle stadsteater |
| 1958 | Jenny            | Tolvskillingsoperan Bertolt Brecht och Kurt Weill                  | Johan Falck                 | Helsingborgs stadsteater |
| 1958 | Hon              | Farväl till kärleken: Flickan från fjärran Herbert Grevenius       | Johan Falck                 | Helsingborgs stadsteater |
| 1958 | Rose             | Ägget Félicien Marceau                                             | Lennart Olsson              | Helsingborgs stadsteater |
| 1959 | Katarina         | Så tuktas en argbigga William Shakespeare                          | Johan Falck Edvin Adolphson | Helsingborgs stadsteater |
| 1959 | Evdokia Romanoff | Romanoff och Julia Peter Ustinov                                   | Lennart Olsson              | Helsingborgs stadsteater |
| 1959 |                  | Besök av gammal dam Friedrich Dürrenmatt                           | Johan Falck                 | Göteborgs stadsteater    |
| 1960 |                  | Den ena för den andra Gustav III                                   | Lars Engström               | Göteborgs stadsteater    |